# Mr. Grouch at the Seashore
Pour plus de détails, voir Fiche technique et Distribution.
Mr. Grouch at the Seashore est un film muet réalisé par Dell Henderson sorti le 26 aout 1912 aux États-Unis, d'après une histoire de Frank E. Woods.

## Fiche technique
- Titre : Mr. Grouch at the Seashore
- Réalisation : Dell Henderson
- Scénario : Frank E. Woods
- Studio de production : Biograph Company
- Distribution : The General Film Company
- Pays : États-Unis
- Format : Noir et blanc - 1,37:1 - Format 35 mm
- Langue : film muet intertitres anglais
- Genre : Comédie
- Durée : ½ bobine
- Date de sortie :
  - États-Unis : 26 août 1912

## Distribution
- Edward Dillon : M. Grouch
- J. Jiquel Lanoe : le français
- Jack Pickford : le fils du français
- William Beaudine : un ami des Grouch / Hôtel extérieur
- Florence Lee : une amie des Grouch
- Elsa McEvoy : Mme Grouch (non confirmée)
- Charles Murray : un vieil ami des Grouch
- Mabel Normand